# Paperino in alto mare
Paperino in alto mare (No Sail) è un film del 1945 diretto da Jack Hannah. È un cortometraggio animato della serie Donald & Goofy, prodotto dalla Walt Disney Productions e uscito negli Stati Uniti il 7 settembre 1945, distribuito dalla RKO Radio Pictures. A partire dagli anni novanta è più noto come Una gita in barca.

## Trama
In un porto turistico, Paperino e Pippo noleggiano una barca a vela; saliti a bordo, scoprono che bisogna inserire un nichelino in una fessura. Il papero lo fa, dopodiché vengono fuori l'albero e la vela, che però, dopo un po', tornano giù. Ben presto Paperino esaurisce le monetine, e neanche Pippo ne ha, così i due sono costretti a trascorrere la notte sulla barca in mare aperto. Il giorno seguente, vedono una nave da crociera avvicinarsi; Pippo sventola la sua camicia, da cui fuoriesce un nichelino, che viene inseguito da Paperino e che cade in mare. Poco dopo la nave si allontana e il papero scopre che Pippo ha semplicemente salutato i passeggeri. Quest'ultimo e Paperino trascorrono diversi giorni in mare aperto, finché un pesce volante atterra nella barca. I due litigano per possederlo, ma alla fine esso viene mangiato da un gabbiano. Paperino e Pippo cercano di colpire il volatile, che atterra sulle loro teste, finendo per farlo allontanare. Poco dopo vengono accerchiati dagli squali, e Pippo cerca di pescarli, con Paperino come esca inconsapevole. Dopo aver lottato con loro, il papero viene salvato dal cane e atterra con il becco nella fessura per le monete, così i due possono tornare a casa, mentre Paperino cerca invano di liberarsi.

## Distribuzione

### Edizioni home video

#### VHS
- Pippo superstar (febbraio 1991)
- A tutto Pippo (aprile 2000)
- Paperino e l'arte del divertimento (ottobre 2004)

#### DVD
Il cortometraggio è incluso nei DVD Walt Disney Treasures: Semplicemente Paperino - Vol. 2, Paperino e l'arte del divertimento ed Extreme Adventure Fun.